# トワイライトシンドローム〜卒業〜
『トワイライトシンドローム〜卒業〜』（トワイライトシンドローム～そつぎょう～）は、2000年11月23日公開の日本映画。

## 概要
- ゲーム『トワイライトシンドローム 再会』を原作とした実写映画化作品。
- 東京ファンタスティック映画祭2000正式出品作品

## キャスト
- 安堂友里 - 酒井若菜
- 神谷敦史 - 黄川田将也
- 安堂麻沙 - 岡元夕起子
- 藤川誠 - 高野八誠
- 網野綾 - 内藤陽子
- 大下美咲 - 福井裕佳梨
- 千葉美香 - 菅原あずさ
- 逸島千里 - 石田梨紗
- 羽柴奈緒子 - 白鳥智恵子

## スタッフ
- 監督 - 舞原賢三
- 脚本 - 岡野勇気
- 原案 - ヴァイル
- 製作総指揮 - 村越隆、里見治
- 撮影 - 下門照幸
- 音楽 - 中川孝
- 主題歌 - ジョッジー『愛を信じて(learn to trust)』

## DVD
- スパイク DVD/VHS 80分 2001年1月26日発売。